# Sheffield Shield 2018/19
Der Sheffield Shield 2018/19 ist die 126. Saison des nationalen First-Class-Cricket-Wettbewerbes in Australien der vom 16. Oktober 2018 bis zum 1. April 2019 ausgetragen wird. Im Finale konnte sich Victoria mit 177 Runs gegen New South Wales durchsetzen.

## Format
Die Mannschaften spielen in einer Division gegen jede andere jeweils zwei Spiele. Für einen Sieg erhält ein Team zunächst 6 Punkte, für ein Unentschieden (beide Mannschaften erzielen die gleiche Anzahl an Runs) 3 Punkte. Wird kein Ergebnis erreicht und das Spiel endet Remis bekommen beide Mannschaften 1 Punkt. Zusätzlich besteht die Möglichkeit in den ersten 100 Over des ersten Innings Bonuspunkte zu sammeln. Dabei werden pro Run die mehr als 200 Runs erzielt werden 0.01 Batting-Bonuspunkte verteilt, jeweils 0.5 Bowling-Bonuspunkte gibt es für das Erreichen des 5, 7, 9 Wickets. Des Weiteren ist es möglich das Mannschaften Punkte abgezogen bekommen, wenn sie beispielsweise zu langsam spielen oder der Platz nicht ordnungsgemäß hergerichtet ist. Am Ende der Saison wird ein Finale der besten beiden Mannschaften ausgetragen, dessen Sieger der Gewinner des Sheffield Shields ist.

## Resultate
Tabelle
| Teams             | Sp. | S | N | U | R | Bat  | Bwl | Ded | Punkte |
| ----------------- | --- | - | - | - | - | ---- | --- | --- | ------ |
| Victoria          | 10  | 6 | 1 | 0 | 3 | 9.78 | 9.2 | 0   | 57.98  |
| New South Wales   | 10  | 5 | 2 | 0 | 3 | 5.62 | 8.1 | 0   | 46.72  |
| Western Australia | 10  | 5 | 3 | 0 | 2 | 3.80 | 8.1 | 0   | 43.9   |
| Queensland        | 10  | 3 | 5 | 0 | 2 | 3.72 | 8.1 | 0   | 31.82  |
| Tasmanien         | 10  | 3 | 5 | 0 | 2 | 2.69 | 8.9 | 1   | 30.59  |
| South Australia   | 10  | 0 | 6 | 0 | 4 | 5.01 | 7.5 | 0   | 16.51  |

Spiele
| 16. – 19. Oktober Scorecard | Adelaide | New South Wales 246 (76.1) & 279-8 (86) | – | South Australia 273 (108/2) & 103-6 (44.3) |
|                             |          | Remis                                   |   |                                            |

| 16. – 19. Oktober Scorecard | Brisbane | Tasmanien 355 (116.3) & 132 (52.4) | – | Queensland 148 (77) & 93 (29.2) |
|                             |          | Tasmanien gewinnt mit 246 Runs     |   |                                 |

| 16. – 19. Oktober Scorecard | Perth | Western Australia 208 (48.4) & 251 (70.5)      | – | Victoria 504 (112) |
|                             |       | Victoria gewinnt mit einem Innings und 45 Runs |   |                    |

| 25. – 28. Oktober Scorecard | Melbourne | New South Wales 159 (61.4) & 179 (86)           | – | Victoria 445-9 (147.2) |
|                             |           | Victoria gewinnt mit einem Innings und 107 Runs |   |                        |

| 25. – 28. Oktober Scorecard | Adelaide | Queensland 231 (73.2) & 357-6 (138) | – | South Australia 505 (151.5) |
|                             |          | Remis                               |   |                             |

| 25. – 28. Oktober Scorecard | Perth | Tasmanien 226 (64.1) & 208 (82.3)       | – | Western Australia 243 (82.4) & 195-3 (41) |
|                             |       | Western Australia gewinnt mit 7 Wickets |   |                                           |

| 3. – 6. November Scorecard | Melbourne | South Australia 244 (67.4) & 230 (74.2) | – | Victoria 351 (124.2) & 22-2 (10) |
|                            |           | Remis                                   |   |                                  |

| 3. – 6. November Scorecard | Brisbane | Queensland 448-9d (129.5) & 135-2 (28) | – | Western Australia 540 (172/2) |
|                            |          | Remis                                  |   |                               |

| 5. – 8. November Scorecard | Sydney | New South Wales 442-9d (144.4) & 22-1d (4) | – | Tasmanien 115-4 (49.3) & 264-7 (105.4) |
|                            |        | Remis                                      |   |                                        |

| 16. – 19. November Scorecard | Canberra | New South Wales 279 (80.2) & 360-3 (91) | – | Queensland 260 (88.4) & 216 (59.3) |
|                              |          | New South Wales gewinnt mit 163 Runs    |   |                                    |

| 16. – 19. November Scorecard | Adelaide | South Australia 251 (83) & 268 (85.5)   | – | Western Australia 207 (66.4) & 313-5 (99) |
|                              |          | Western Australia gewinnt mit 5 Wickets |   |                                           |

| 17. – 20. November Scorecard | Hobart | Tasmanien 81 (29.5) & 476 (147.1) | – | Victoria 282 (94.4) & 276-4 (83.1) |
|                              |        | Victoria gewinnt mit 6 Wickets    |   |                                    |

| 27. – 30. November Scorecard | Brisbane | Victoria 167 (57.2) & 191 (58)   | – | Queensland 271 (80.1) & 90-2 (29.1) |
|                              |          | Queensland gewinnt mit 8 Wickets |   |                                     |

| 27. – 30. November Scorecard | Hobart | Tasmanien 185 (85.4) & 353-8 (123) | – | South Australia 136 (51.2) & 213 (87.5) |
|                              |        | Tasmanien gewinnt mit 189 Runs     |   |                                         |

| 27. – 30. November Scorecard | Perth | New South Wales 261 (88.3) & 253 (81.1) | – | Western Australia 198 (78.1) & 212 (51.3) |
|                              |       | New South Wales gewinnt mit 104 runs    |   |                                           |

| 7. – 10. Dezember Scorecard | Melbourne | Victoria 424-9d (132.5) & 208-5 (57) | – | Western Australia 170-5 (54) & 214-6 (72) |
|                             |           | Remis                                |   |                                           |

| 7. – 10. Dezember Scorecard | Sydney | South Australia 380 (113) & 239-6d (95) | – | New South Wales 541-8 (165) |
|                             |        | Remis                                   |   |                             |

| 7. – 10. Dezember Scorecard | Hobart | Tasmanien 167 (55.4) & 353 (136.4) | – | Queensland 107 (36.4) & 414-6 (128.4) |
|                             |        | Queensland gewinnt mit 4 Wickets   |   |                                       |

| 23. – 26. Februar Scorecard | Sydney | Western Australia 279 (127) & 147 (91.2)              | – | New South Wales 477-8d (150) |
|                             |        | New South Wales gewinnt mit einem Innings und 51 Runs |   |                              |

| 23. – 26. Februar Scorecard | Melbourne | Queensland 441 (134.4) & 202-7d (51.4) | – | Victoria 344 (110.2) & 304-7 (73.2) |
|                             |           | Victoria gewinnt mit 3 Wickets         |   |                                     |

| 23. – 26. Februar Scorecard | Adelaide | South Australia 257 (78.3) & 319 (90.5) | – | Tasmanien 467 (165.2) & 110-4 (34.2) |
|                             |          | Tasmanien gewinnt mit 6 Wickets         |   |                                      |

| 3. – 6. März Scorecard | Brisbane | New South Wales 150 (54.2) & 298 (99.1) | – | Queensland 185 (85.3) & 89 (42) |
|                        |          | New South Wales gewinnt mit 174 Runs    |   |                                 |

| 3. – 6. März Scorecard | Perth | South Australia 159 (62.3) & 240 (67.4) | – | Western Australia 157 (49.4) & 243-4 (68) |
|                        |       | Western Australia gewinnt mit 6 Wickets |   |                                           |

| 5. – 8. März Scorecard | Melbourne | Victoria 454 (115) & 307-3d (66) | – | Tasmanien 286 (88.5) & 197-5 (100) |
|                        |           | Remis                            |   |                                    |

| 11. – 14. März Scorecard | Brisbane | Queensland 115 (64) & 130 (59.2) | – | South Australia 71 (27.2) & 131 (53.5) |
|                          |          | Queensland gewinnt mit 43 Runs   |   |                                        |

| 12. – 15. März Scorecard | Hobart | Western Australia 367 (108.2) & 283-8d (80) | – | Tasmanien 197 (72.3) & 402 (107.1) |
|                          |        | Western Australia gewinnt mit 51 Runs       |   |                                    |

| 12. – 15. März Scorecard | Sydney | Victoria 106 (55.3) & 194 (70.2) | – | New South Wales 135 (50.5) & 102 (38.5) |
|                          |        | Victoria gewinnt mit 63 Runs     |   |                                         |

| 20. – 23. März Scorecard | Hobart | New South Wales 375 (110) & 149-5d (49) | – | Tasmanien 255 (97.4) & 120 (35.4) |
|                          |        | New South Wales gewinnt mit 149 Runs    |   |                                   |

| 20. – 23. März Scorecard | Adelaide | South Australia 260 (85.5) & 192 (69.4) | – | Victoria 286 (106.3) & 167-3 (48.2) |
|                          |          | Victoria gewinnt mit 7 Wickets          |   |                                     |

| 20. – 23. März Scorecard | Perth | Western Australia 138 (57.1) & 348 (107.1) | – | Queensland 175 (56.4) & 175 (54.4) |
|                          |       | Western Australia gewinnt mit 136 Runs     |   |                                    |

### Finale
| 28. März – 1. April Scorecard | Melbourne | Victoria 289 (100.5) & 219 (89.2) | – | New South Wales 121 (39) & 210 (63.3) |
|                               |           | Victoria gewinnt mit 177 Runs     |   |                                       |